# Бгакті-расамріта-сіндгу
«Бгакті-расамріта-сіндгу» — священне писання ґаудія-вайшнавізму на санскриті, одна з основних праць середньовічного крішнаїтського богослова, філософа і святого Рупи Госвамі. Являє собою дослідження релігійних стосунків, емоцій, в якому автор робить аналіз різного роду взаємин між Бхактою і Крішною.